# Национални пут Јапана 329
Национални пут Јапана 329 је Национални пут у Јапану, пут број 329, који спаја градове Наго у префектури Окинава и Наха, у префектури Окинава укупне дужине 150,4 км.

## Везе са главног пута
- Национални пут Јапана 58
- Национални пут Јапана 331
- Национални пут Јапана 330
- Национални пут Јапана 507